# S/2012 (38628) 1
S/2012 (38628) 1 é o objeto secundário do corpo celeste denominado de 38628 Huya. Ele é um objeto transnetuniano que tem cerca de 224 km de diâmetro e orbita o corpo primário a uma distância de 1 740 ± 80  km.

## Descoberta
S/2012 (38628) 1 foi descoberto no dia 06 de maio de 2012 por K. S. Noll, W. M. Grundy, H. Schlichting, R. Murray-Clay e S. D. Benecchi através do Telescópio Espacial Hubble e sua descoberta foi anunciada em 12 de julho de 2012.